# Max Däbritz
Max Däbritz (* 4. August 1874 in Zauckerode; † 8. April 1947) war ein deutscher Unternehmer, Spiritist und Firmengründer.

## Leben und Wirken
Er war Mitbegründer und Mitinhaber der Bombastus-Werke in Freital und aktiv an der Gründung des Bundes der Kämpfer für Glaube und Wahrheit beteiligt. Seit dem ausgehenden 19. Jahrhundert organisierte er spiritistische Sitzungen in Dresden. Er legte mehrere Veröffentlichungen zu religiösen und spiritistischen Themen vor.

## Schriften (Auswahl)
- Persönlichkeit im All. Teil 1 und 2, 1912–1913.
- Die Verkündigung der Menschenrechte. 1919.
- Germaniens Götterdämmerung. Sagen mit dichterisch entkahlten und verkahlten Wahrheiten im Lichte der Wiedereinkörperung. 1926.
- Zarathustra – Übermensch – Dyhanchohan. 1932